# Maria Ossowska

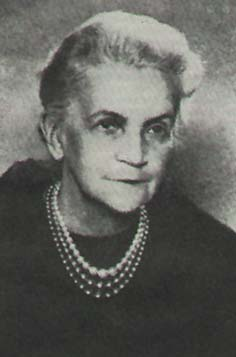
Maria Ossowska

 Maria Ossowska geb. Niedzwiecka (* 16. Januar 1896 in Warschau; † 13. August 1974 ebenda) war eine polnische Soziologin und Philosophin der Lemberg-Warschau-Schule. Sie war PAN-Mitglied.
Sie studierte Philosophie bei Tadeusz Kotarbinski, 1925 promovierte sie an der Universität Warschau, nach 1945 wurde sie Philosophieprofessorin der Universitäten Warschau und Łódz. Sie war mit dem Soziologen Stanisław Ossowski verheiratet, mit dem sie auch wissenschaftlich eng zusammenarbeitete.

## Werke (Auswahl)
- Podstawy nauki o moralności (1947)
- Motywy postępowania (1949)
- Moralność mieszczańska (1956)
- Socjologia moralności (1963)
- Normy moralne (1970)
- Ethos rycerski i jego odmiany (1973)
- Miscellanea. O człowieku, moralności i nauce (1983).